# Gustav Casmir

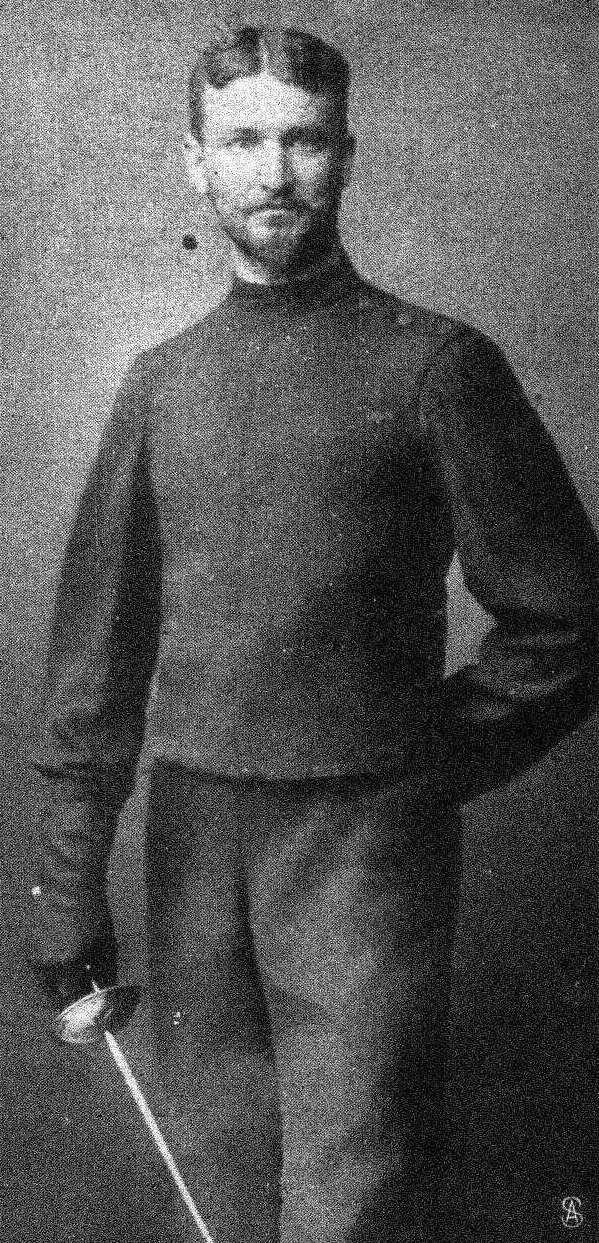
Gustav Casmir, aufgenommen 1906

Oscar Gustav Casmir (* 5. November 1872 in Nikolaiken Kreis Sensburg; † 2. November 1910 in Schöneiche-Fichtenau) war ein deutscher Fechter.

## Leben
Der aus Nikolaiken stammende Casmir nahm 1904 an den Olympischen Spielen in St. Louis teil, wobei er in den Einzelkonkurrenzen mit dem Degen und dem Florett jeweils Platz vier belegte. Zwei Jahre später gehörte er zur deutschen Mannschaft bei den Zwischenspielen in Athen. Hier avancierte er mit zwei Gold- und zwei Silbermedaillen zum erfolgreichsten deutschen Teilnehmer. Siegreich war er im auf drei Treffer angelegten Säbel-Wettbewerb sowie mit der deutschen Säbel-Mannschaft. Im Finale der Säbel-Konkurrenz auf einen Treffer unterlag er dem griechischen Olympiasieger von 1896, Ioannis Georgiadis; das Florett-Einzelfinale verlor er gegen den Franzosen Georges Dillon-Cavanagh.
Der Neffe von Gustav Casmir, Erwin Casmir, trainierte von 1908 bis 1910 bei seinem Onkel in Dresden. Gustav Casmir starb an einem Hirnleiden.